# Maria Bisericescu
Maria Valeria Bisericescu (* 31. Januar 2003 in Bukarest) ist eine rumänische Leichtathletin, die sich auf den Sprint spezialisiert hat.

## Sportliche Laufbahn
Erste internationale Erfahrungen sammelte Maria Bisericescu im Jahr 2019, als sie bei den U18-Balkan-Meisterschaften in Istanbul in 12,48 s den vierten Platz im 100-Meter-Lauf belegte und mit der rumänischen 4-mal-100-Meter-Staffel in 48,15 s die Silbermedaille gewann. Im Jahr darauf belegte sie bei den U20-Balkan-Hallenmeisterschaften ebendort in 7,70 s den siebten Platz im 60-Meter-Lauf und im September wurde sie bei den U20-Balkan-Meisterschaften in 24,80 s Zweite im B-Lauf über 200 Meter und gewann mit der Staffel in 47,02 s die Bronzemedaille. 2021 gelangte sie bei den U20-Balkan-Hallenmeisterschaften in Sofia mit 7,68 s auf den sechsten Platz über 60 Meter und im Jahr darauf belegte sie bei den U20-Balkan-Hallenmeisterschaften in Belgrad in 7,66 s den fünften Platz. Im Juli gewann sie bei den U20-Balkan-Meisterschaften in Denizli in 11,98 s die Bronzemedaille über 100 Meter und siegte in 24,78 s im 200-Meter-Lauf sowie 45,70 s in der 4-mal-100-Meter-Staffel. Daraufhin schied sie bei den U20-Weltmeisterschaften in Cali mit 23,95 s in der ersten Runde über 200 Meter aus. 2023 wurde sie bei der 2. Liga der Team-Europameisterschaft im Rahmen der Europaspiele in Chorzów in 23,62 s Siebte über 200 Meter und kam mit der Staffel nicht ins Ziel. Anschließend schied sie bei den U23-Europameisterschaften in Espoo mit 12,09 s und 24,02 s jeweils in der ersten Runde über 100 und 200 Meter aus, ehe sie bei den Balkan-Meisterschaften in Kraljevo in 45,79 s die Silbermedaille im Staffelbewerb hinter dem serbischen Team gewann. Zudem schied sie dort über 100 Meter mit 12,01 s im Vorlauf über 100 Meter aus und kam über 200 Meter nicht ins Ziel. Im August belegte sie bei den Spielen der Frankophonie in Kinshasa in 23,91 s den sechsten Platz über 200 Meter und gewann dort mit der Staffel in 45,56 s die Bronzemedaille hinter den Teams aus Kamerun und der Republik Kongo.
2025 wurde sie bei der 2. Liga der Team-Europameisterschaft in Maribor in 12,04 s Siebte im B-Lauf über 100 Meter und anschließend schied sie bei den U23-Europameisterschaften in Bergen mit 24,38 s in der Vorrunde über 200 Meter aus.
2023 wurde Bisericescu rumänische Meisterin im 100-Meter-Lauf sowie 2019 und 2021 sowie 2023 und 2024 in der 4-mal-100-Meter-Staffel und 2021 auch in der 4-mal-400-Meter-Staffel. Zudem wurde sie 2023 Hallenmeisterin im 60-Meter-Lauf.

## Persönliche Bestzeiten
- 100 Meter: 11,63 s (+1,6 m/s), 10. Juni 2023 in Bukarest
  - 60 Meter (Halle): 7,33 s, 18. Februar 2023 in Bukarest
- 200 Meter: 23,60 s (−0,1 m/s), 12. Mai 2023 in Dubai
  - 200 Meter (Halle): 24,73 s, 18. Januar 2025 in Dortmund